# Concerto lirico di Badia a Pacciana
Il Concerto lirico di Badia a Pacciana è un evento musicale toscano ospitato nei pressi del Convento di Badia a Pacciana (Pistoia), da cui prende il nome. La manifestazione musicale si tiene sempre la sera del giovedì precedente la seconda domenica di settembre in concomitanza con la festa storica del paese.

## Storia
Il Concerto Lirico di Badia a Pacciana è stato ideato e creato nel 1983 da Paolo Paolieri per portare il Melodramma nella Festa storica del paese. La manifestazione musicale nacque come una della varie iniziative della festa ed è diventata oggi l'evento di spicco dell'intera iniziativa.
Tra i maggiori artisti che vi hanno partecipato vi sono i soprani Barbara De Majo, Laura Niculescu, Patrizia Zanardi, Paola Romanò, Susanna Branchini; i mezzosoprani Fulvia Bertoli, Silvia Mazzoni, Anna Maria Chiuri, Sarah M'Punga; i tenori Luigi Frattola, Giorgio Casciarri, Sang-Jun-Lee, Rubens Pelizzari, Simone Mugnaini; i baritoni Silvio Zanon, Devid Cecconi, Luca Salsi, Ivan Inverardi, Alberto Gazale; i bassi Salvatore Paolo Massei, Luca Gallo, Enrico Giuseppe Iori mentre tra gli ospiti d'onore vi è stata la presenza di Lando Bartolini, Marco Stecchi, Rolando Panerai. 
Per quanto riguarda i pianisti nelle speciali edizioni che hanno incluso anche brani di musica classica si sono susseguiti al pianoforte, tra gli altri: Pieralba Soroga, Paola Molinari, Nicola Luisotti, Massimo Morelli, Maurizio Agostini, Gianni Fabbrini. 
Nelle edizioni dal 2008 al 2012, i cantanti hanno avuto l'accompagnamento dell'Orchestra Nuova Europa diretta da Alan Freiles. 